# 囚監
囚監（英文：Kapo，德文：Funktionshäftling），又称为功能性犯人，指的是被纳粹党卫军委任监督集中营中的劳工工作、承担管理任务的犯人。犯人的自我管理制度使得集中营对纳粹党卫军监工的需求下降，从而节省了人力资源。在这种发动受害者相互对抗的自我管理制度之下，集中营守卫通过压迫普通的劳工来讨他们的党卫军上司欢心。